# Közönséges júdásfa

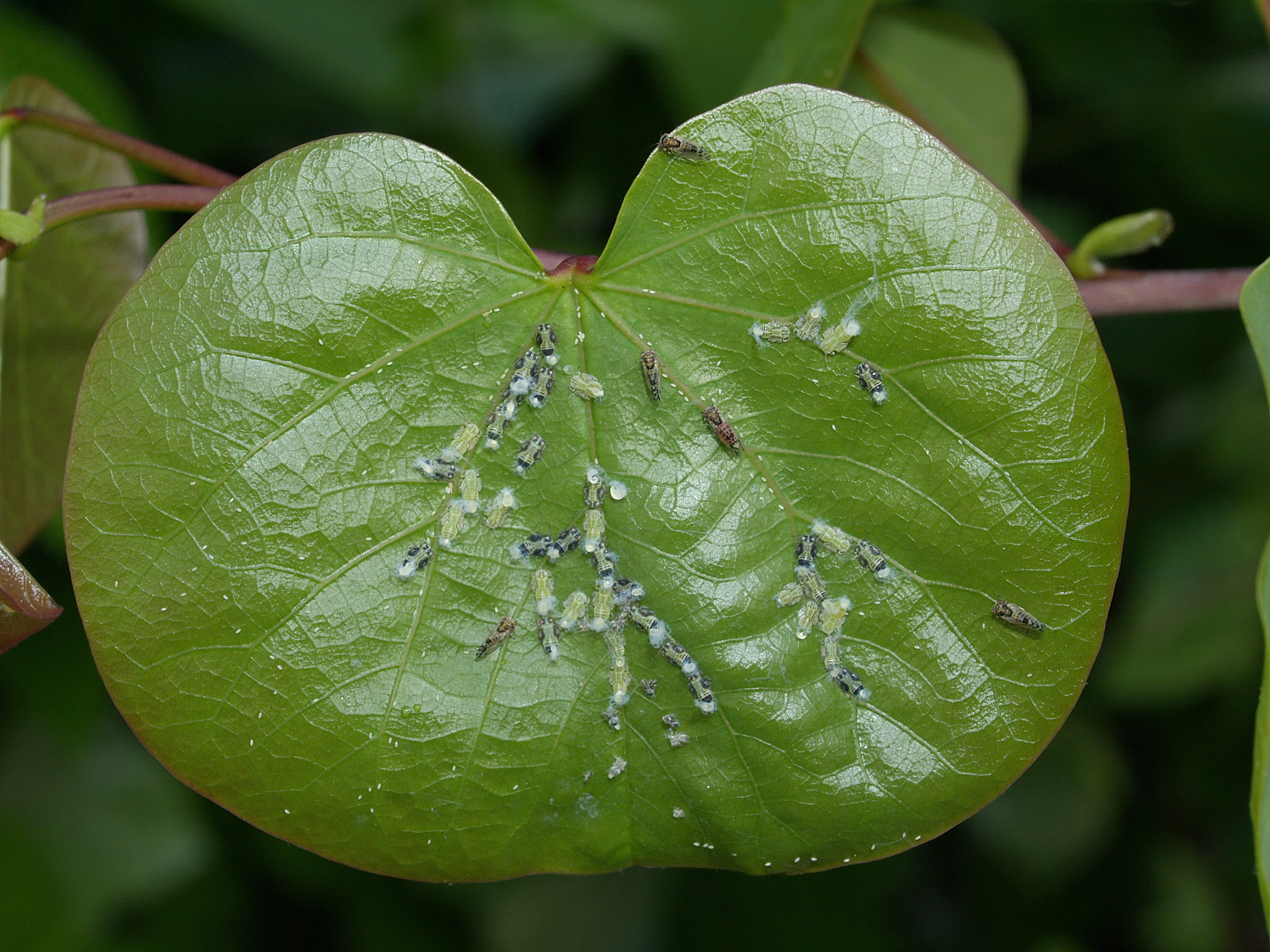
Levélbolhák (Cacopsylla pulchella) egy júdásfa levelén

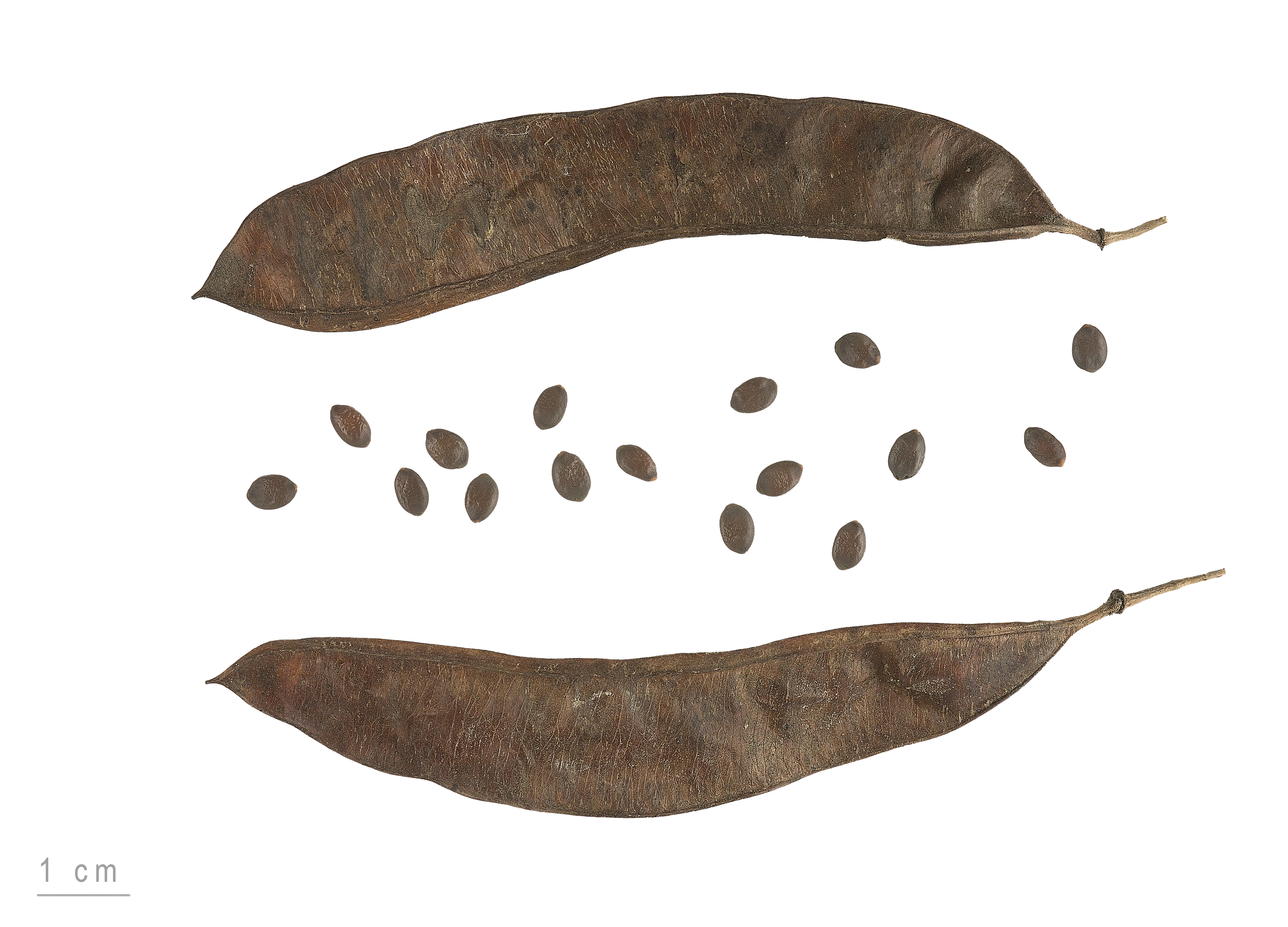
Termései és magjai a toulouse-i múzeum gyűjteményében

A közönséges júdásfa (Cercis siliquastrum) a pillangósvirágúak (Fabaceae) családjába, a lepényfaformák (Caesalpinioideae) alcsaládjának júdásfa (Cercis) nemzetségébe tartozó típusfaja. Dél-Franciaországban eredetére utalva júdeai fának nevezték, így ragadhatott rá a júdásfa elnevezés – a néphiedelem szerint Iskarióti Júdás egy ilyen fára akasztotta fel magát. E szerint az elképzelés szerint virágai Krisztus vérét szimbolizálják, a lapos magvak pedig a Jézus beárulásáért kapott ezüstpénzeket. Valójában a fa az Arbor Judae (júdeai fa) név eltorzulásából válhatott júdásfává, ez a fa elterjedt volt Jeruzsálem környékén.

## Származása, elterjedése
Dél-Európában és Délnyugat-Ázsiában, a keleti mediterrán területeken honos, de már évszázadokkal ezelőtt meghonosodott a Földközi-tenger nyugati partvidékén is. Betelepítették az Atlanti-óceán több szigetére is: Madeirán a sziget déli oldalán, a 300–600 m magasságtartományban kialakított kertekben, egyebek között a Palheiro Gardens botanikus kertben nő.

## Alfaja
- Cercis siliquastrum nothosubsp. yaltirikii (Ponert) Govaerts

## Megjelenése, felépítése
Legfeljebb 10-12 méter magas, kis termetű fa vagy nagyobb cserje. Koronája laposan ívelt, szabálytalan, többnyire szélesen (10 méterre) szétterjedő. Nem túl erős ágai kifelé állnak vagy ívesen felfelé terjeszkednek. A fiatal vesszők kérge vörösesbarna, az ágak és a törzs színe sötétebb, csaknem fekete. A törzs kérge repedezik. A néha paraszemölcsös hajtások színe antociánoktól sötét barnásvörös. A vöröses színű, keskeny, csúcsos rügyek mintegy 4 mm hosszúak.
Az ép szélű vagy enyhén karéjos, kopasz levelek hosszú nyélen ülnek. Szórt állásúak, a csúcsnál lekerekített, néha kicsípett szív alakúak. Kb. 10 cm hosszúak, csaknem ugyanilyen szélesek, nagyobb levélerei tenyeresen tagoltak. A levelek színe fénylő közép- vagy sötétzöld, fonákuk világosabb, néha szinte kékeszöld. Ősszel megsárgulnak.
Tavasszal könnyen felismerhető látványos, mélyrózsaszín, hímnős virágairól. Ezek csészéje ötfogú, öt ragyogó bíbor rózsaszínű, 1–2 cm hosszú, szabad szirmú pártával, tíz szabadon álló (össze nem nőtt) porzószállal. A virág pillangós jellegű, a felső három sziromlevél keskenyebb a két alsónál. A virágok 3-8-asával ülnek közvetlenül az ágakon vagy akár a törzsön (kauliflória). Méhek porozzák be.
A termés 5–9 cm hosszú, vékony csúcsban végződő lapos hüvely, éretten bíborbarna vagy kárminvörös. A következő tavaszig a fán marad, majd a szél terjeszti.
Virágképlete:
Ca5Co5A10G1.

## Életmódja, élőhelye
Lombhullató növény, melynek virágai jóval rügyfakadás előtt nyílnak: eredeti termőhelyén március-áprilisban, Madeirán például május–júliusban.
Magyarországon kedvelt dísznövény: sövénynek, bokornak, fának is ültetik. A Mediterráneumban a parlagon hagyott területeken, vasutak mentén is megtelepszik.

## Képek

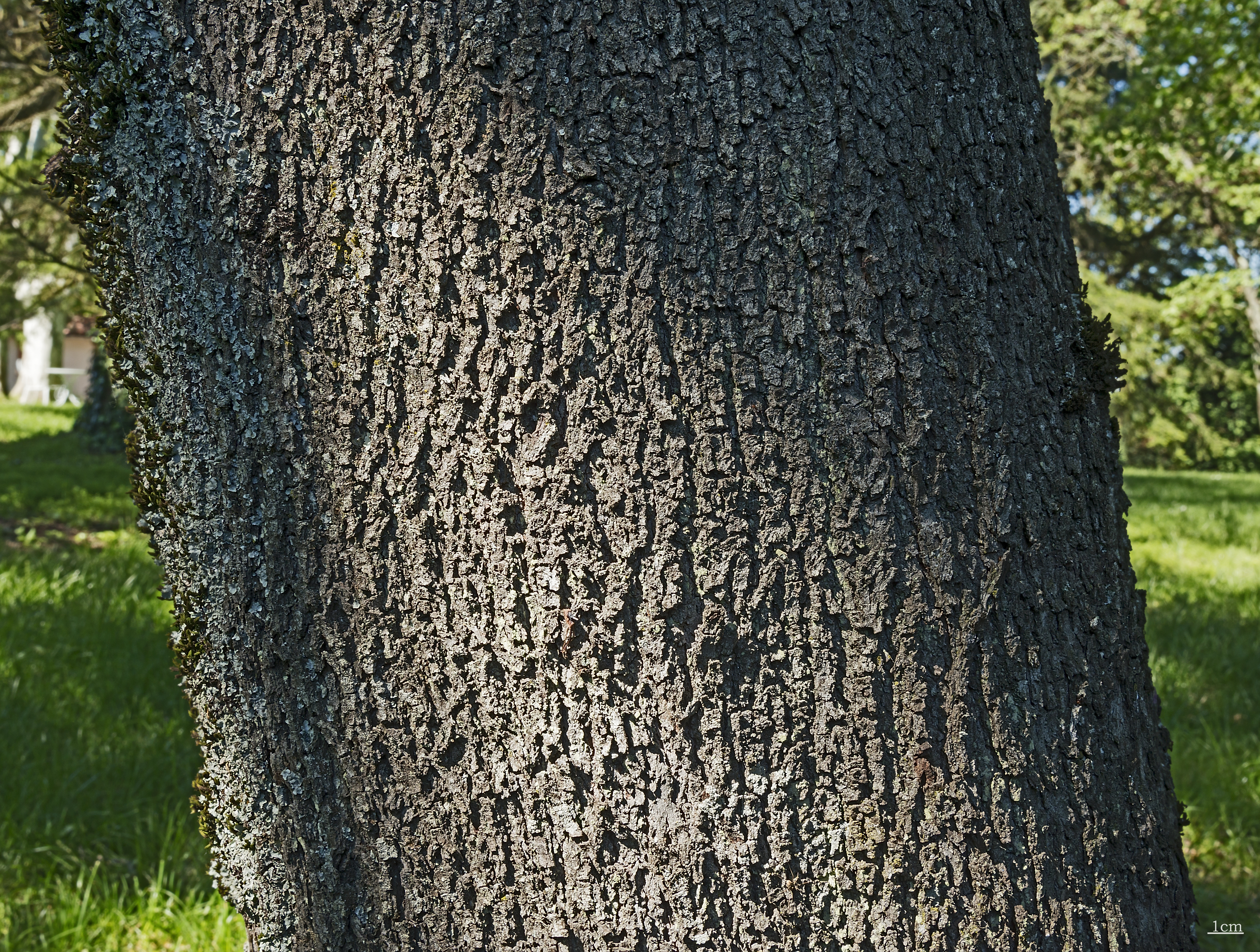
Kérge
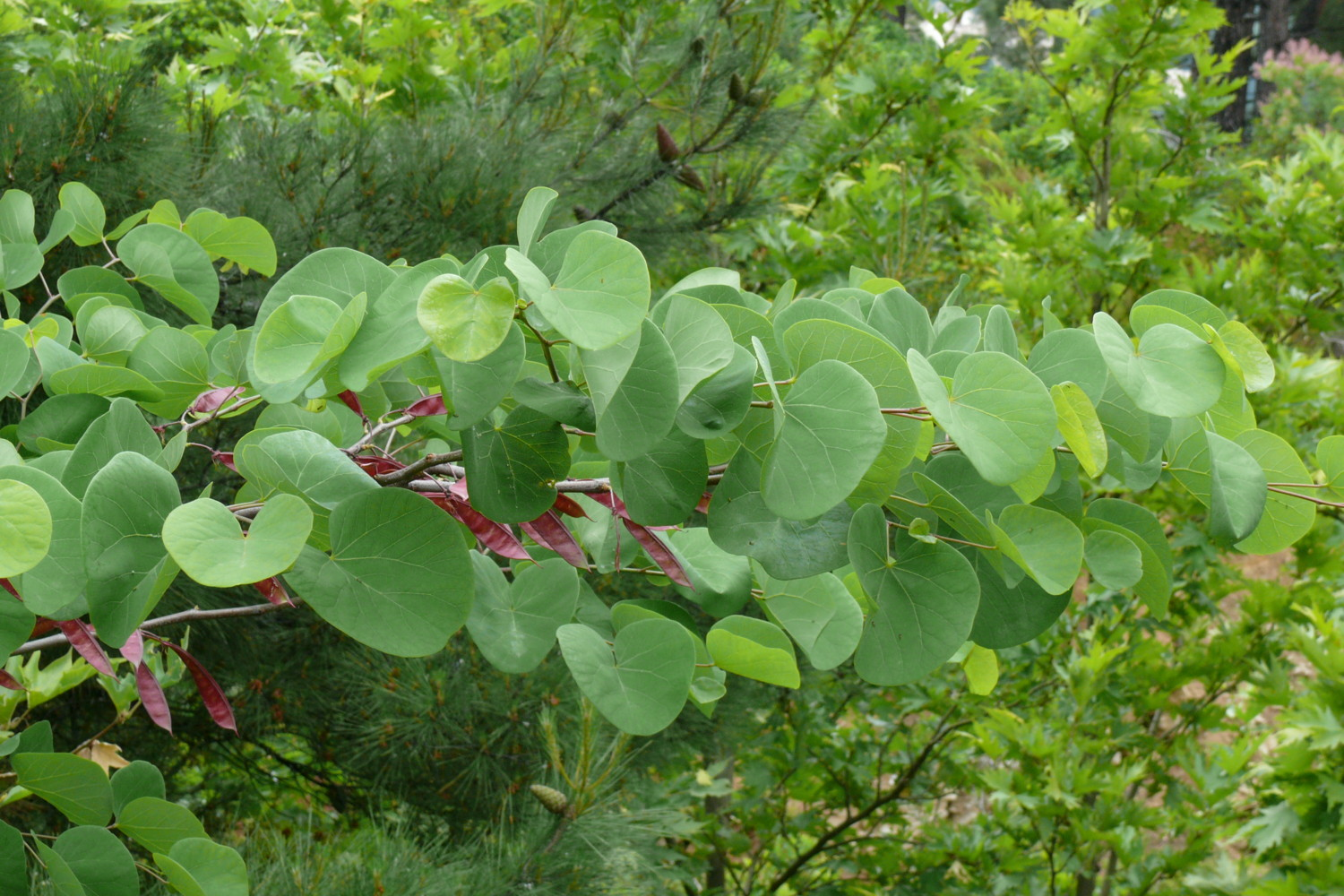
Levelei
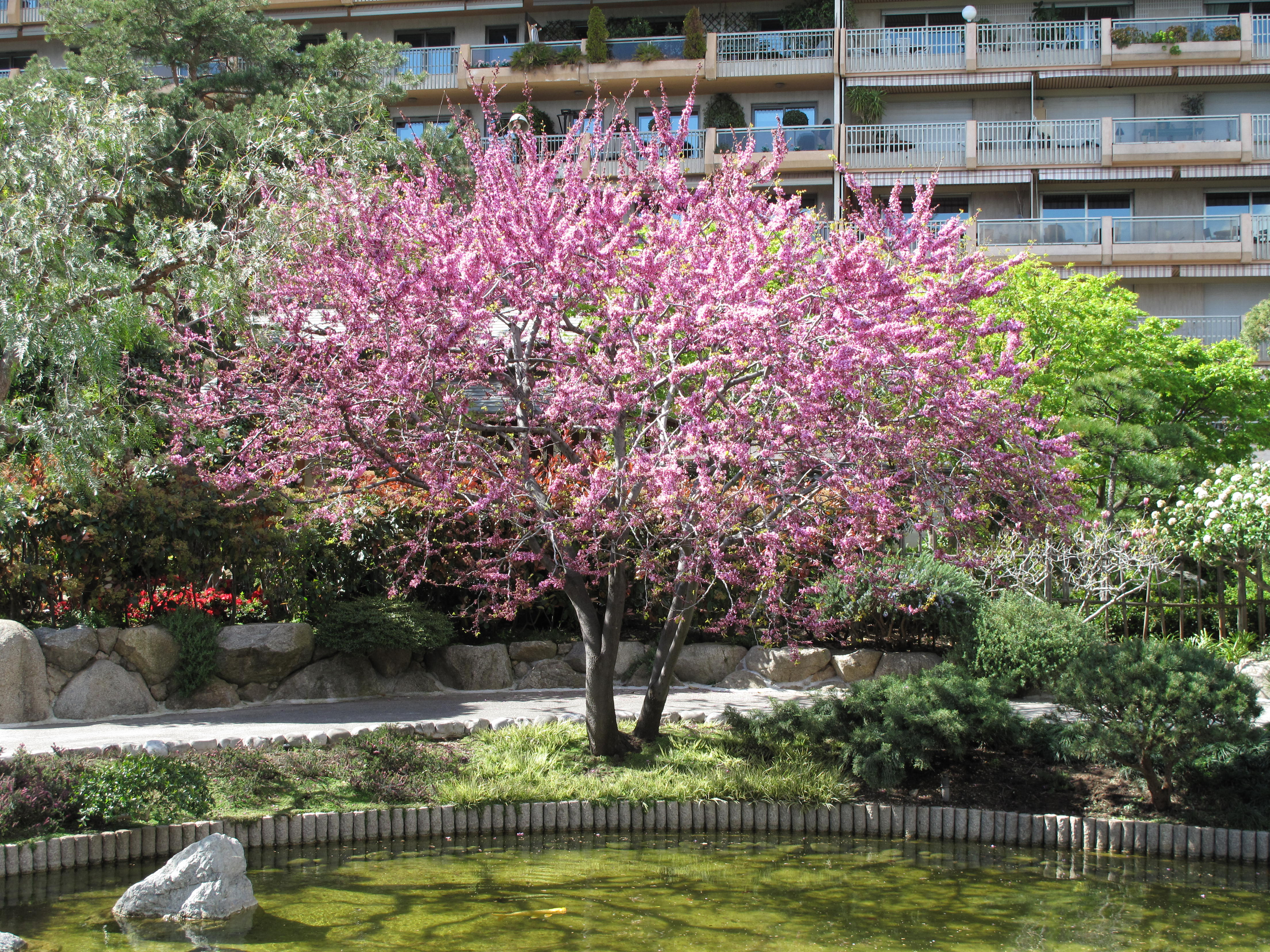
Habitusa
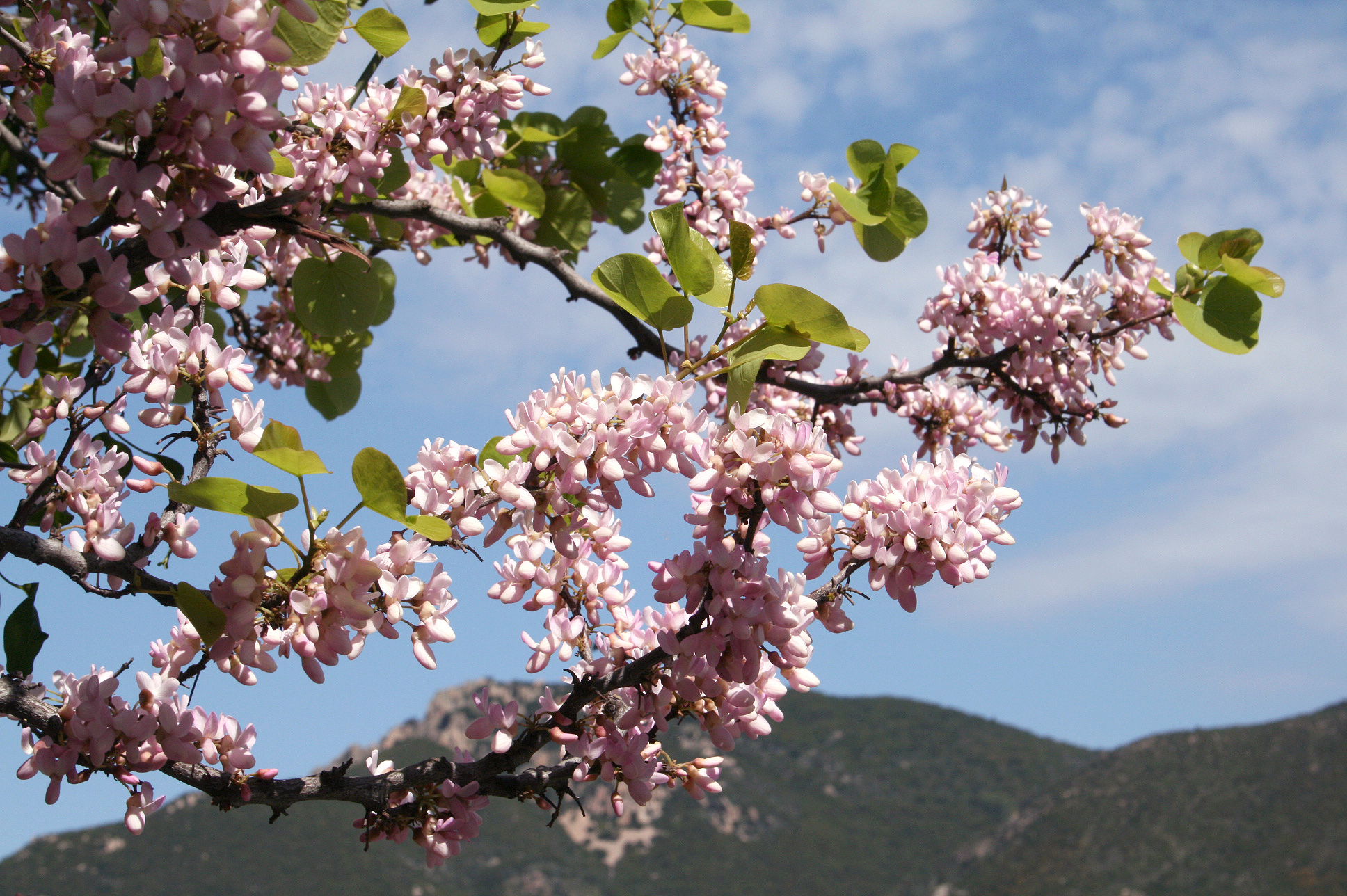
Virágai
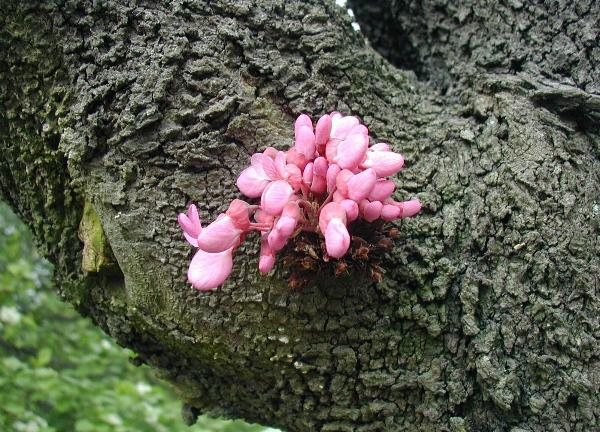
Törzsön virágzás
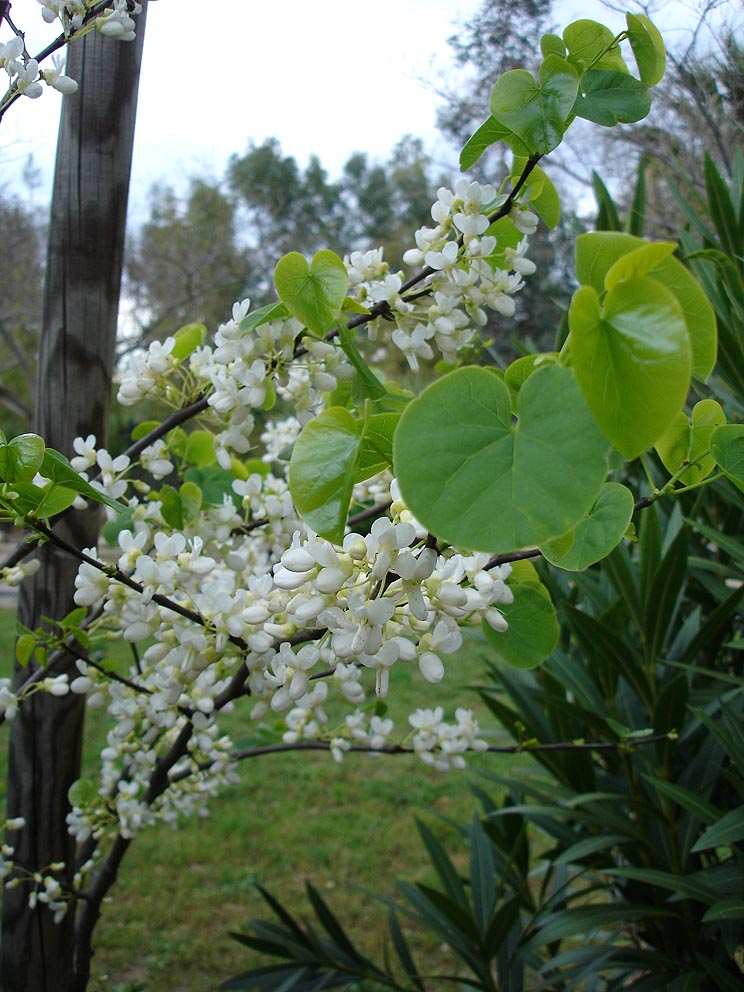
Fehér virágú fajta
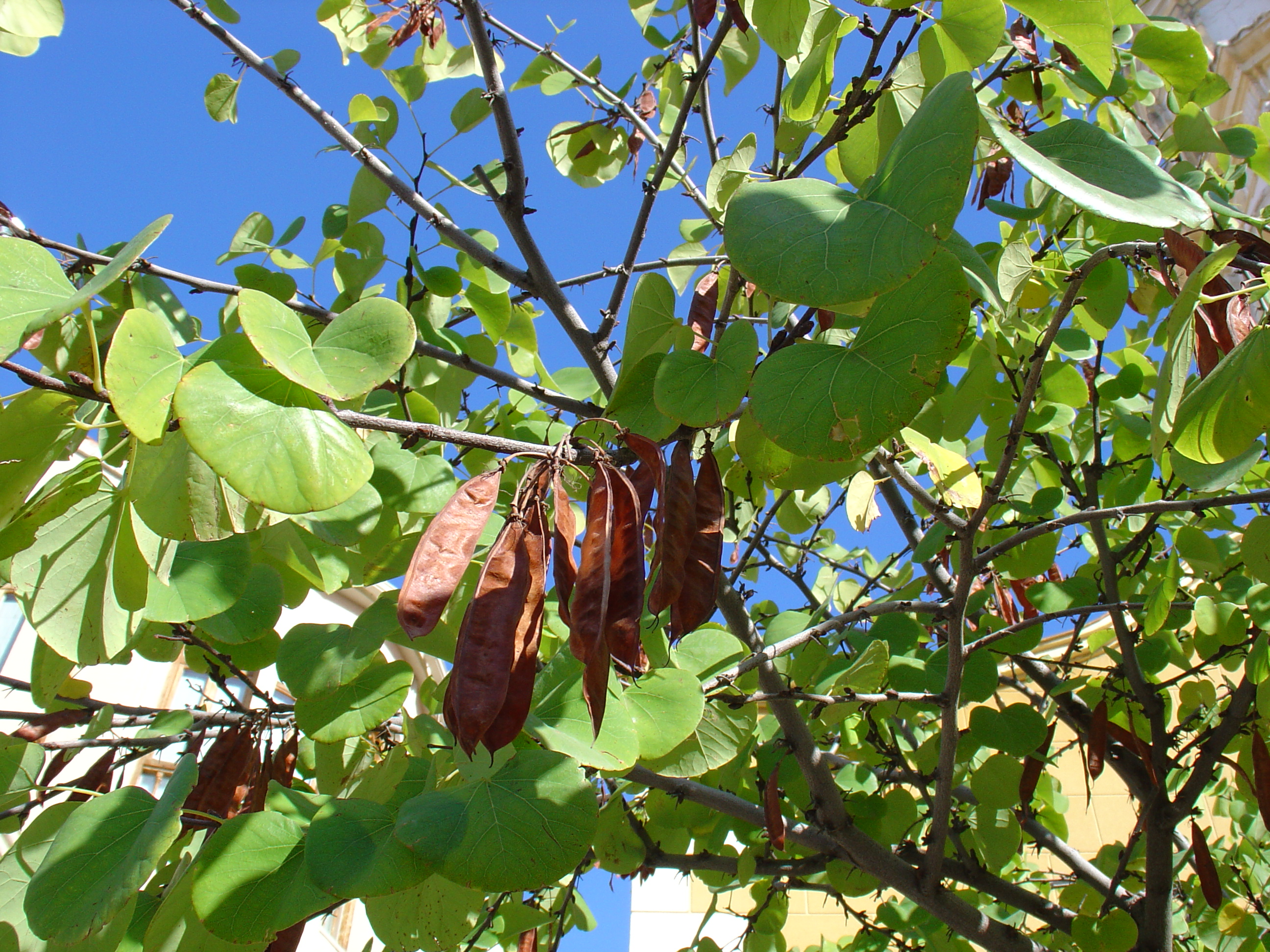
Termése

## Fordítás
- Ez a szócikk részben vagy egészben a Cercis siliquastrum című angol Wikipédia-szócikk ezen változatának fordításán alapul.  Az eredeti cikk szerkesztőit annak laptörténete sorolja fel. Ez a jelzés csupán a megfogalmazás eredetét és a szerzői jogokat jelzi, nem szolgál a cikkben szereplő információk forrásmegjelöléseként.